# 旗津海水浴場

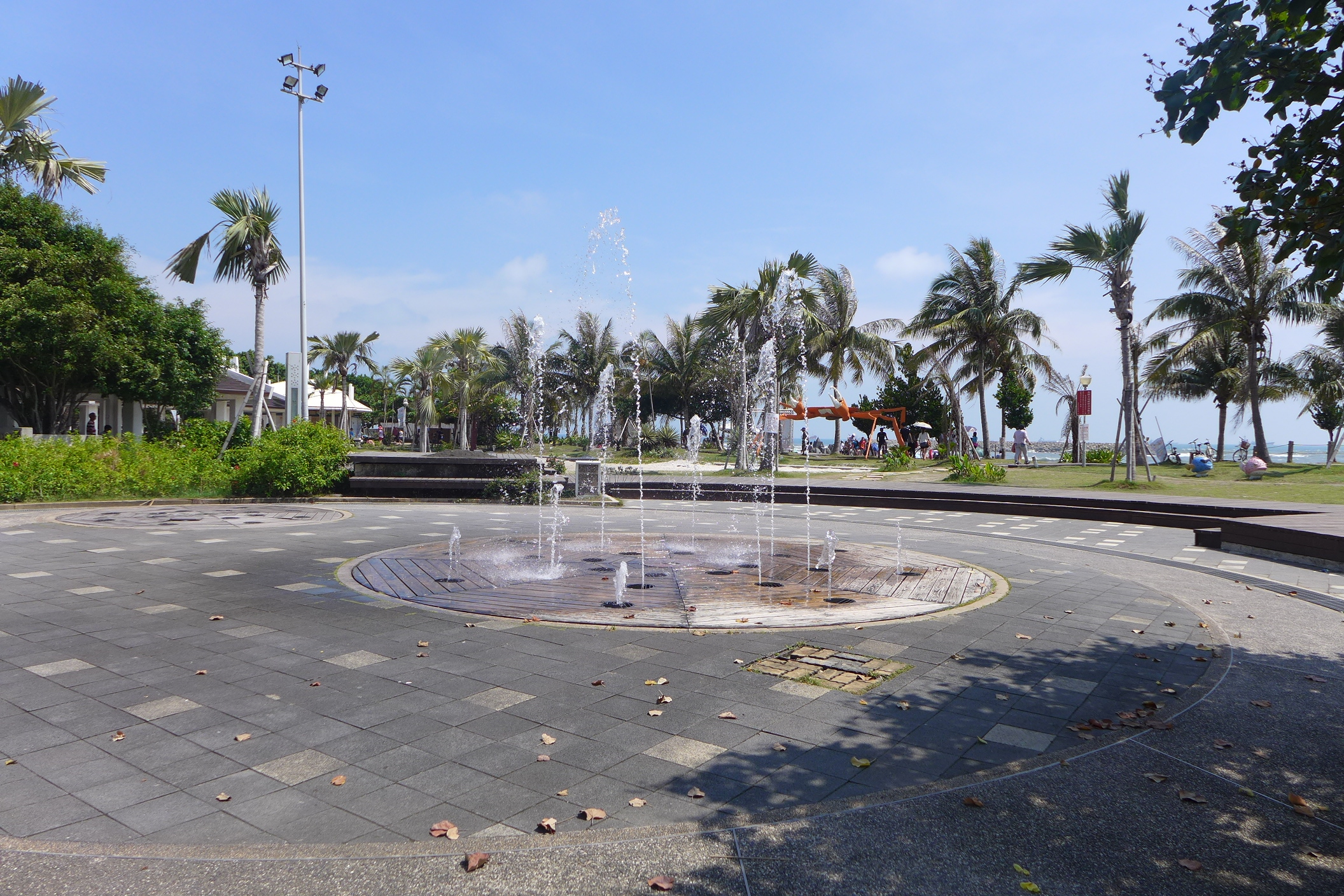
旗津海水浴場的互動噴泉

旗津海水浴場，日治時期創設的海水浴場，位於台灣高雄市旗津區，1923年7月旗後會創設、經營，交通接駁方式乃於碼頭乘船後即可抵達。1937年設備有休憩所、茶屋。現由高雄市政府觀光局管理，每年4月至10月開放，2015年起每年舉辦「旗津黑沙玩藝節」。

## 外部連結
- 高雄旅遊網—旗津海水浴場 （页面存档备份，存于）